# Фамилистер в Гизе
Фамилисте́р в Ги́зе (фр. Familistère de Guise, буквально «место семейных собраний в Гизе») — название жилого комплекса ассоциации рабочих, основанного в Гизе (департамент Эны во Франции) Жан-Батистом Годеном на утопически-социалистических принципах Шарля Фурье. Был основан в 1859 году, окончен в 1877-м. Имел отделение в Лакене, близ Брюсселя. С 1991 года здание фамилистера имеет статус исторического памятника; с 2010 года в нём расположен музей.

## Цели и организация
Задачей ассоциации было сделать «эквиваленты богатства» доступными для всех рабочих. По мнению историков, это была наиболее выдающаяся и удачная попытка ассоциации труда и капитала.
Фамилистер, помимо мастерских и магазинов, представлял собой «социальный дворец» (palais social), имевший целью путём организации совместной жизни рабочих удовлетворять всем потребностям человека при наименьших расходах и с наибольшими выгодами.
Годен предполагал «соединить известное число семейств в удобных местах, специально приспособленных для целей общего блага; организовать взаимное страхование в интересах больных, инвалидов, стариков, вдов и сирот, вообще всякого лица или семьи, средства которых недостаточны для удовлетворения необходимых потребностей; устроить для рабочих квартиры вблизи завода; доставлять съестные припасы; давать воспитание и образование детям до отдачи в обучение ремеслу; организовать развлечения, необходимые для физического, умственного и нравственного развития».
Основная идея Годена при устройстве фамилистера заключалась в «равномерном распределении промышленных и коммерческих прибылей и в обеспечении перехода социальных богатств в руки трудящегося класса». Ученик Фурье, Годен хотел доказать примером, что соединение капитала и труда не утопия и ни от кого не требует жертв. Отчисляя известный процент в свою пользу за ведение дел и вознаграждение за свои труды, Годен в среднем получал 6 % на капитал, вложенный в предприятие; рабочие же, в числе 1200, ни разу не прекращали работ и получали более высокую заработную плату, нежели рабочие окрестных предприятий обычного типа.

### Занимаемая территория
Непосредственно «дворец» занимал участок пространством около 10 гектаров на берегах реки Уазы. Часть земли была отведена под сады, другая — под огороды. Главное здание имело 1200 дверей и окон и состояло из 3 параллелограммов с внутренними дворами. Другие дома были построены по тому же плану; в них жило около 600 человек. Отдельные здания были отведены под кооперативные магазины: булочную, мясную, колониальную торговлю, суконные лавки и пр.; в других помещались бюро, бани, школы, театр и пр.

### Администрация
Администрация фамилистера следила за санитарным состоянием городка и его благоустройством — газовым освещением, водопроводом, банями, прачечной, пожарным обозом. На общественной службе фамилистера состояло 64 лица (большей частью женщины), все на жалованье.
Школы давали элементарное образование, но были прекрасно устроены. Библиотека заключала 3000 томов; в театре было 1200 мест. Установлены были особые праздники труда и детства.

### Принцип взаимопомощи
в фамилистере было организовано:
- страхование пенсий при неспособности к труду,
- страхование на случай болезни (две отдельные секции для мужчин и женщин),
- лекарственный фонд.

Для заведования делами страхования избирались специальные комитеты, члены которых получали вознаграждение пропорционально количеству времени, необходимого для исполнения их обязанностей.
Минимум средств, необходимых для существования, определялся в:
- 1,50 франка в день для семейных вдовца или вдовы,
- 1 франк для бездетной вдовы, 1 фр. для инвалида в семье,
- 75 сантимов для женщины,
- 1 фр. для мужчин, имеющих более 16 лет от роду,
- 75 сант. для лиц в возрасте 14—16 лет,
- 50 сант. для детей от 2 до 14 лет,
- 25 сант. для детей, не достигших 2 лет.

Минимум пенсии для мужчин определяется в:
- 1 фр. в день по истечении 15 лет работы в фамилистере,
- 1,50 фр. через 20 лет,
- 2 фр. через 25 лет,
- 2,50 фр. через 30 лет;

для женщин:
- 75 сант.,
- 1 фр.,
- 1,25 фр. и
- 1,50 фр.

Пенсионер лишался пенсии, если поступал на работу куда-либо вне фамилистера без разрешения главной администрации.

### Финансы
Фамилистер ежегодно выдавал около 1 888 000 франков жалованьем и лишь 230 000 фр. % на капитал. В 1884 г. рабочим принадлежало 1 969 000 фр. из сумм общественного фонда.
В 1888 году Годен, умирая, завещал половину своего состояния, около 2,5 млн фр., фамилистеру, и таким образом весь фонд перешёл в собственность рабочих. Вдова Годена продолжала принимать участие в предприятии.